# David Cantin
Pour les articles homonymes, voir Cantin (homonymie).
David Cantin est un poète québécois né en 1969 à Québec. Il a également travaillé pour Le Devoir à titre de chroniqueur poésie et de correspondant culturel.

## Biographie
David Cantin est un poète québécois. Son entrée dans le monde littéraire fut fort remarquée. Il publie plusieurs recueils de poésie : La mort enterrée aux Éditions de la Huit (1992) ; ainsi que L'éloignement aux Éditions du Noroît (1995). Ce dernier se mérite le Prix littéraire Desjardins - poésie de la poésie et la place de finaliste pour le Prix Émile-Nelligan,. 
« Moins intéressé à faire partie du «monde littéraire» que par sa propre quête poétique, David Cantin a préféré marquer une pause avant de proposer un nouveau recueil. » En 2001, il fait paraître Le cercle de l'oubli toujours au Noroît. Ses deux dernières publications furent dans des ouvrages collectifs ; Poétique de notre lumineuse ignorance avec l'écrivain français Michel Camus (2002) et Saint-Denys Garneau : la clef de lumière avec Paul Bélanger (2004).
En 1997, il est invité à la Biennale de poésie en Val-de-Marne en France, où il présente ses poèmes. L'année suivante, il voit « quelques-uns de ses poèmes publiés dans au moins deux anthologies parues en Europe. »
Il publie également ses poèmes dans des revues littéraires telles que Liberté,, et certaines critiques dans Vie des arts et Québec français. Il a notamment travaillé pour Le Devoir comme chroniqueur poésie et à titre de correspondant culturel à Québec. Il a aussi collaboré avec Radio Canada et La Presse pour les rubriques « Suggestions littéraires »,.

## Œuvres

### Poésie
- La mort enterrée, Québec, Éditions de la Huit, 1992, 61 p.  (ISBN 9782980230028)
- L'éloignement, Montréal, Éditions du Noroît, 1995, 76 p.  (ISBN 9782890183308)
- Le cercle de l'oubli, Montréal, Éditions du Noroît, 2001, 80 p.  (ISBN 9782890184640)
- Poétique de notre lumineuse ignorance(avec Michel Camus), Montréal, Trait d'union, coll. « Vis-à-vis », 2002, 84 p.  (ISBN 9782895880172 et 9782914577144)
- Saint-Denys Garneau : la clef de lumière (avec Paul Bélanger), Montréal, Éditions du Noroît, 2004, 139 p.  (ISBN 9782890185104)

## Prix et honneurs
- 1996 : Prix littéraire Desjardins - poésie (pour L'éloignement)[2].
- 1996 : Finaliste du Prix Émile-Nelligan (pour L'éloignement)[2].